# Три старта (фильм)
«Три старта» (пол. Trzy starty) — польский чёрно-белый художественный фильм, драма 1955 года.

## Сюжет
Драма состоит из трёх отдельных новелл о молодых спортсменах, которые теряют свои шансы на успех. Молодая пловчиха — из-за несчастной любви. Боксёр из-за драки с хулиганами, за что судьи  дисквалифицируют его. Зато спортсмен-велосипедист должен для себя решить, что для него важнее: победа или дружба.

## В ролях
- Ежи Антчак — Юзеф Вальчак
- Станислав Барея — велосипедист
- Богдан Баэр — велосипедист
- Адам Бродзиш — велосипедный судья (дублировал Борис Баташев)
- Эдвард Вихура — деятель спортивного клуба
- Феликс Жуковский — спортивный судья
- Зыгмунт Зинтель — пассажир поезда
- Станислав Игар — оратор на финише этапа велогонок
- Мария Каневская — учительница пения
- Богумил Кобеля — Стефан
- Вацлав Ковальский — железнодорожник
- Рышард Котыс — Эдек
- Юзеф Лодыньский — хулиган Генек
- Леон Немчик — фоторепортёр
- Роман Полански — слушающий донесению в радио
- Эльжбета Польковская — Ханка Климчакувна
- Здзислав Карчевский — Маевский, тренер Ханки
- Витольд Скарух — журналист
- Ежи Смык — Толек Пилярский
- Ярема Стемповский — трубач, член оркестра на финише
- Збигнев Цибульский — Метек Лесьняк
- Станислав Яворский — мастер в металлургическом заводе
- Рышард Филипский — Метек (не указан в титрах)
- Ежи Вальчак и др.